# Club Balonmano Sporting La Rioja
El Club Balonmano Sporting La Rioja (por motivos de patrocinio en la temporada 2022-2023, desde el 2019, Grafometal Sporting La Rioja) es un club de balonmano femenino fundado en 2009 y que juega en la Liga Guerreras Iberdrola.

## Historia
Ascendió a la máxima división nacional. tras varios años quedándose a las puertas en la temporada 2021-2022 de la mano del entrenador español Manu Etayo En la temporada 2019-2020 tuvo que renunciar a la plaza que le habían ofrecido en la División de Honor por falta de apoyos económicos. Su presidente, Diego Molia, tras la suspensión de la liga por la pandemia en el 2020, se quejó de que las decisiones se habían tomado desde los clubes de la División de Honor.
Con un presupuesto de 411.700€ es uno de los más bajos de la máxima categoría nacional. En su primera temporada en la máxima competición nacional contó con las incorporaciones de Edina Demic, Damljana Bošnjak, la nazarena Blanca Benítez, Lorena Pérez Alonso, la fuengiroleña Gema Trujillo, las porteras Marina González y Ariana Medeot y la pivote Isabel Colías.
A pesar de los intentos de mantenerse en la máxima división, el conjunto riojano cayó a la División de Honor Oro, donde jugó en la 2023-24 para promocionar de nuevo a la Liga Guerreras Iberdrola en la 2024-25 de nuevo con la veterana Silvia Ederra en sus filas. 

## Trayectoria
| Temporada | Cat. | División                | Pos. | Notas                                                                       |
| --------- | ---- | ----------------------- | ---- | --------------------------------------------------------------------------- |
| 2009–10   | 4    | 2ª División Preferente  | 1.ª  | Ascenso a Primera División Provincial                                       |
| 2010–11   | 3    | 1ª División Provincial  | 1.ª  | Ascenso a División de Honor Plata                                           |
| 2011–12   | 2    | División de Honor Plata | 8.ª  |                                                                             |
| 2012–13   | 2    | División de Honor Plata | 7.ª  |                                                                             |
| 2013–14   | 2    | División de Honor Plata | 2.ª  | Clasificada para la fase previa de ascenso. Plaza para la Copa de la Reina. |
| 2014–15   | 2    | División de Honor Plata | 1.ª  | Clasificada para la fase final de ascenso.                                  |
| 2015–16   | 2    | División de Honor Plata | 1.ª  | Clasificada para la fase final de ascenso.                                  |
| 2016–17   | 2    | División de Honor Plata | 1.ª  | Clasificada para la fase previa de ascenso.                                 |
| 2017–18   | 2    | División de Honor Plata | 1.ª  | Clasificada para la fase final de ascenso.                                  |
| 2018–19   | 2    | División de Honor Plata | 2.ª  | Clasificada para la fase final de ascenso.                                  |
| 2019–20   | 2    | División de Honor Plata | 2.ª  | Competición suspendida por el Covid-19                                      |
| 2020–21   | 2    | División de Honor Plata | 2.ª  | Clasificada para la fase final de ascenso.                                  |
| 2021–22   | 2    | División de Honor Plata | 2.ª  | Ascenso a División de Honor                                                 |
| 2022–23   | 1    | División de Honor       | 10.ª | Descenso a División de Honor Oro                                            |
| 2023–24   | 1    | División de Honor Oro   | 1.ª  | Ascenso a División de Honor                                                 |

- 2 temporadas en División de Honor
- 11 temporadas en División de Honor Plata
- 1 temporada en División de Honor Oro

## Equipo

### Plantilla 2024-2025
Plantilla para la temporada 2024–25
|  | Guardametas - 01. Maitane Larrayoz Martínez - 12. Geandra Rodrigues de Souza Lateral - 2. Taty Lozano - 9. Karol Lewandowski - 11. Zahira Martín Limonge - 65. Marina González Marín - 23. Mina Novovic - 94. Andrea Loscos Gracia - 77. Karia Sidibe Sidbe | Extremos - 4. Lorena Pérez Alonso - 22. Sara Molés - 26. Lydia Blanco - 13. Érica Correia Tavares Central - 6. Blanca Benítez Narvaez - 10. Alba Sánchez - 44. Carla Rivas Garrido Pivote - 5. Yovanka Giménez - 16. Paula Morales - 89. Silvia Ederra Urra |

#### Entradas y salidas de la temporada 2024-25
|  | - Damljana Bosnjak - Ana Luisa Lira - Joana Garcés - Sandra Fernández Couñago | - Sara Molés López, extremo, desde el Balonmano Zuazo. - Alba Sánchez, central, desde el Balonmano Zuazo. - Mina Novovic, Primera línea, desde La Calzada. - Lydia Blanco, Extremo, desde el Balonmano Bera Bera. - Yovanka Giménez, Pivote, desde el filial. - Karolain Lewandowski, Lateral, desde el AWS Energa Szczypiorno Kalisz |

### Equipo técnico
- Entrenador: Juan José Gonzalez Valle
- Ayudante de Entrenador: Iker Arribas Vidal
- Oficial: Daniel Berbés Castañeda
- Fisioterapeuta: Pablo Ramírez Arribas
- Médica: Cristina Bayo Nevado

## Galardones y trofeos

### Reconocimientos
- Mejor entidad deportiva de La Rioja (2022)[21]
- Premio Radio Rioja al Deporte (2025)[22]